# Viaduto Miguel Vicente Cury

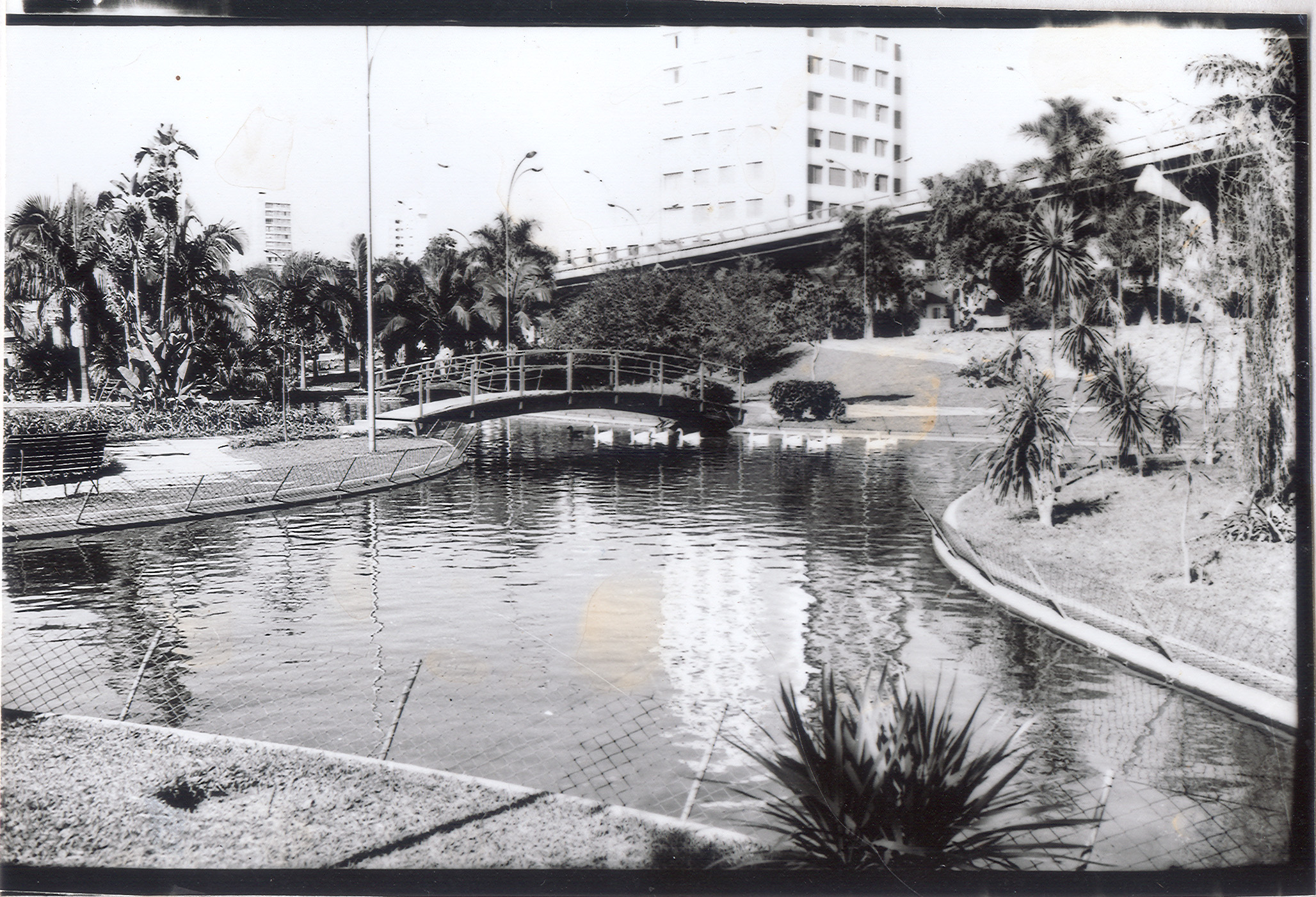
Viaduto Miguel Vicente Cury

O Viaduto Miguel Vicente Cury é uma infraestrutura urbana construída na década de 1960, na cidade de Campinas, São Paulo, Brasil. Foi inaugurado em 27 de janeiro de 1963 e tem mais de 500 metros de extensão, ligando a entrada da cidade à sua região central. Passando por cima das linhas férreas da FEPASA.

## História
Inicialmente, o viaduto possuía de um lago central, conhecido como Lago dos Cisnes, local com bancos e árvores que atraíam as famílias para passeios e lazer em torno do espelho d’água. Havia ali um relógio de sol, projetado pelo engenheiro Renato de Almeida Prado Costallat, posteriormente trasladado para o Parque Portugal.[carece de fontes?]
Em 1984 o então prefeito Magalhães Teixeira anunciou a construção de um terminal de ônibus, que significaria o desmonte do Lago dos Cisnes. Neste local foi inaugurado em 1985 o Terminal Central.

## Galeria

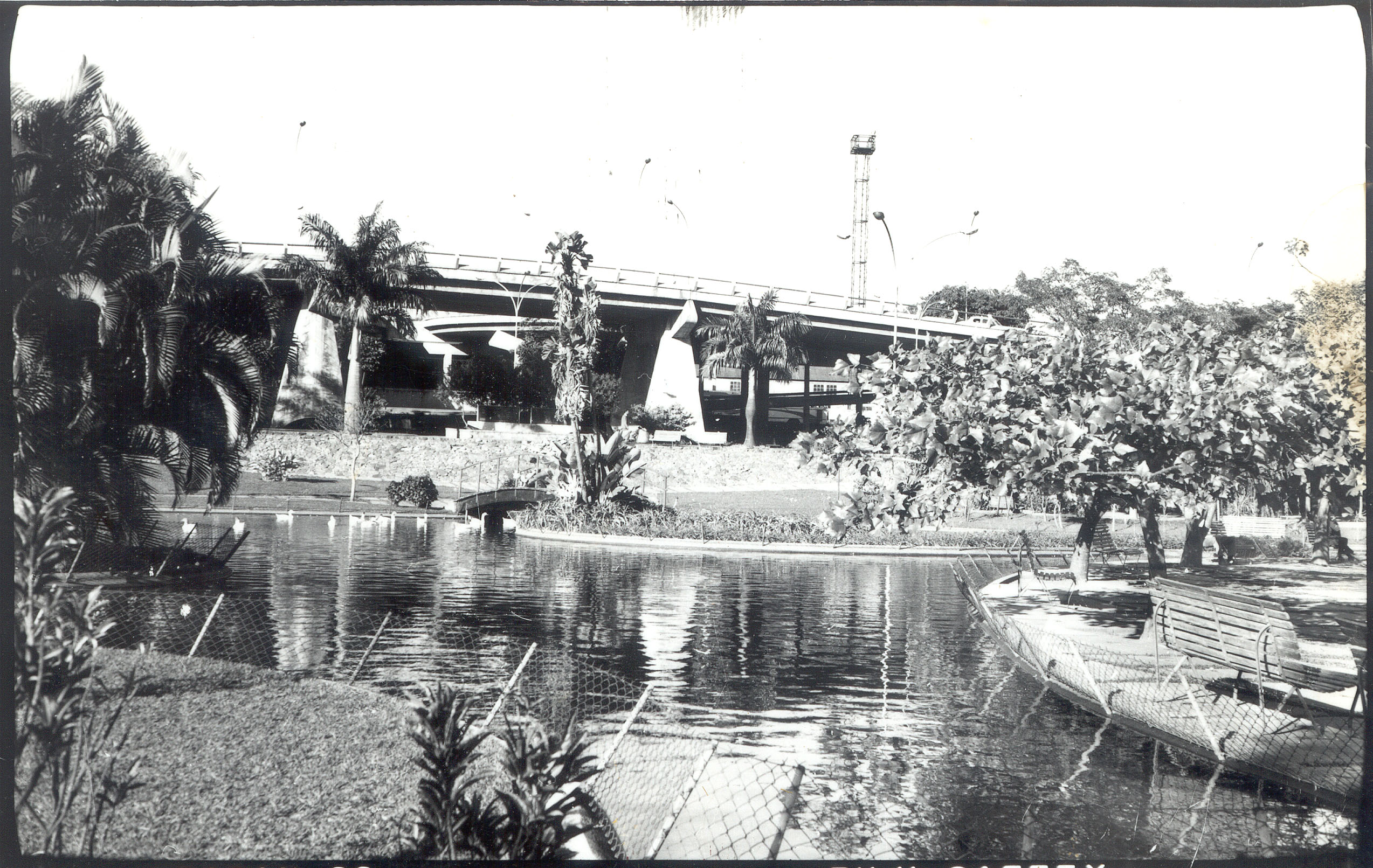
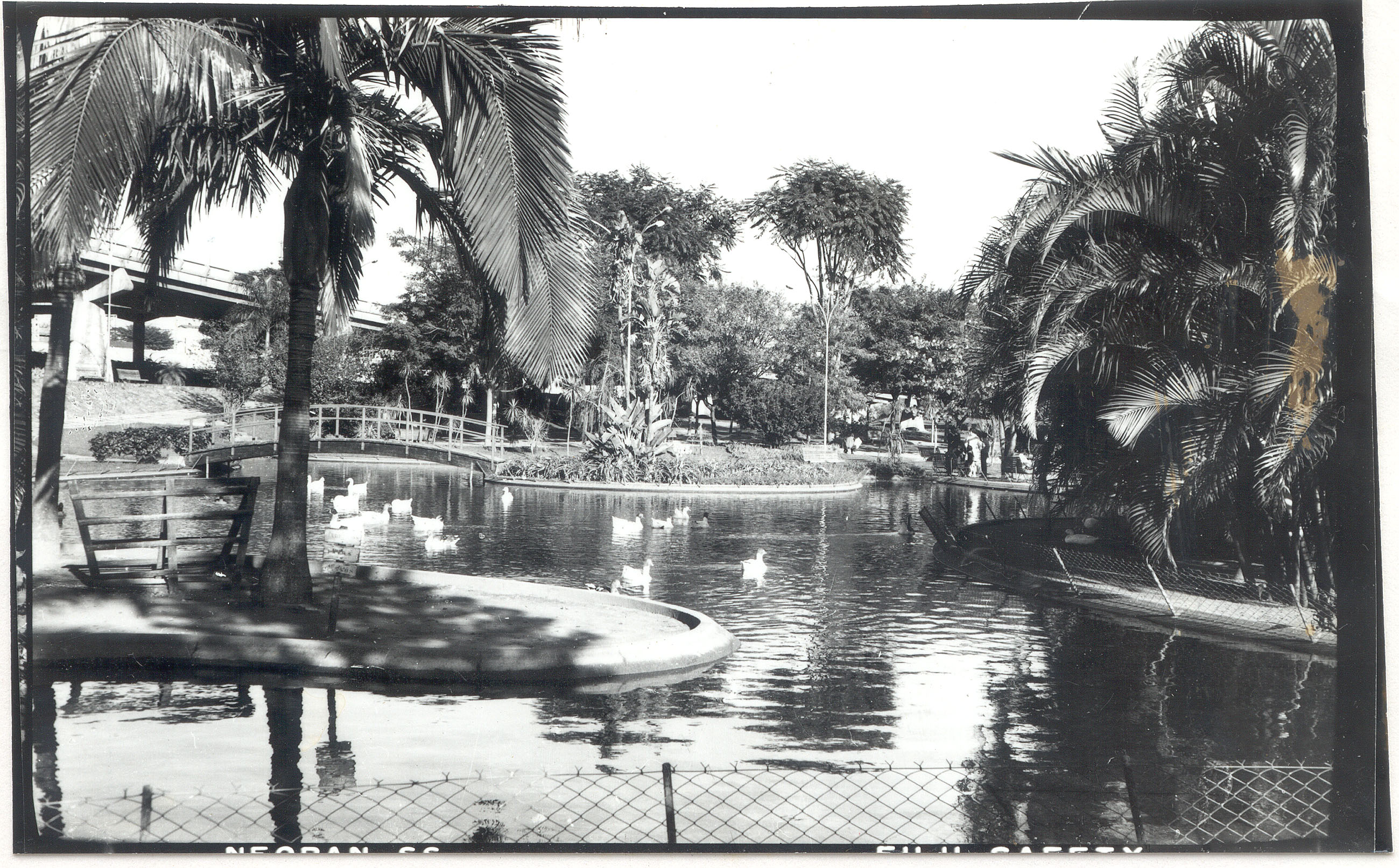
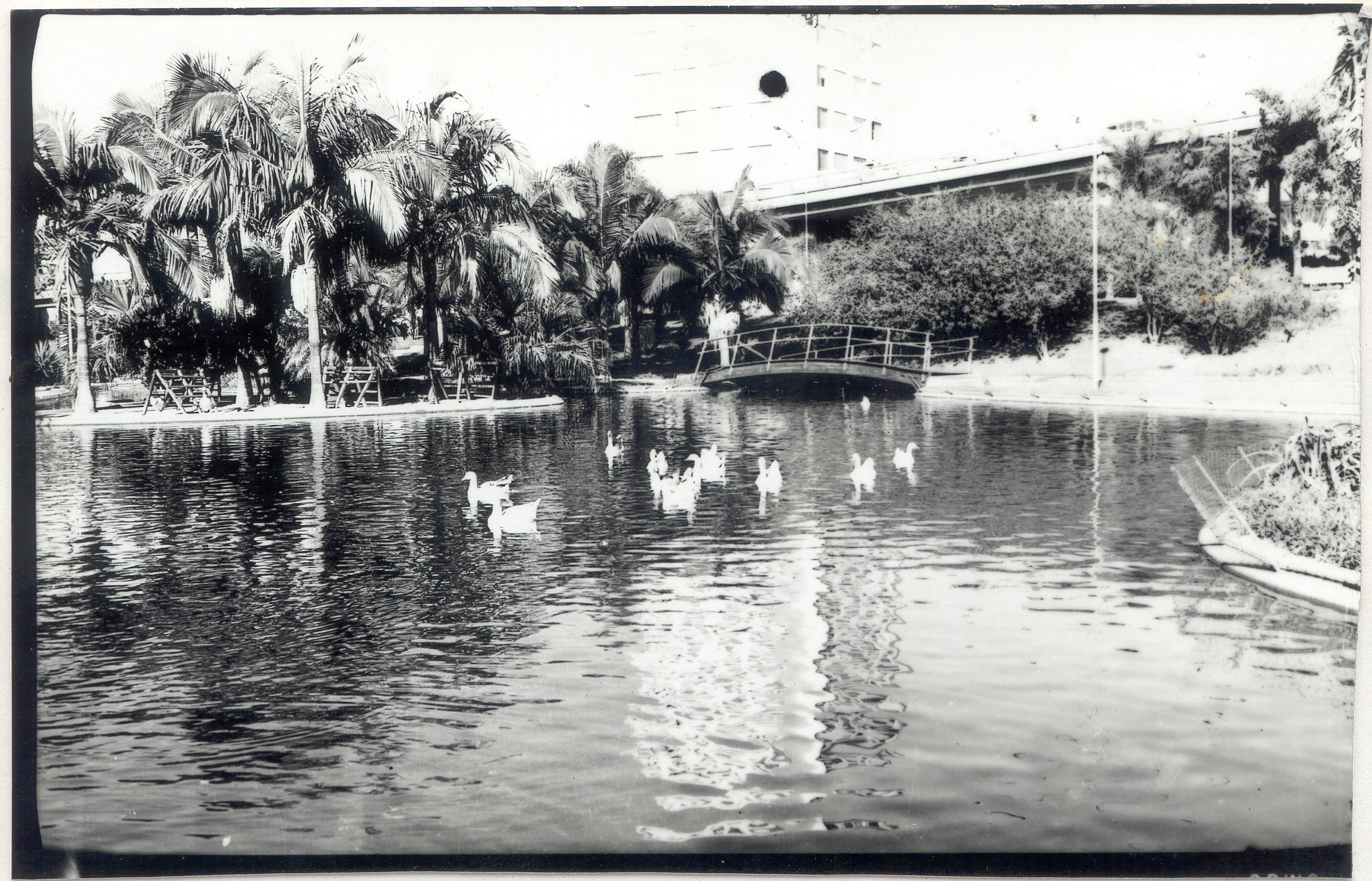
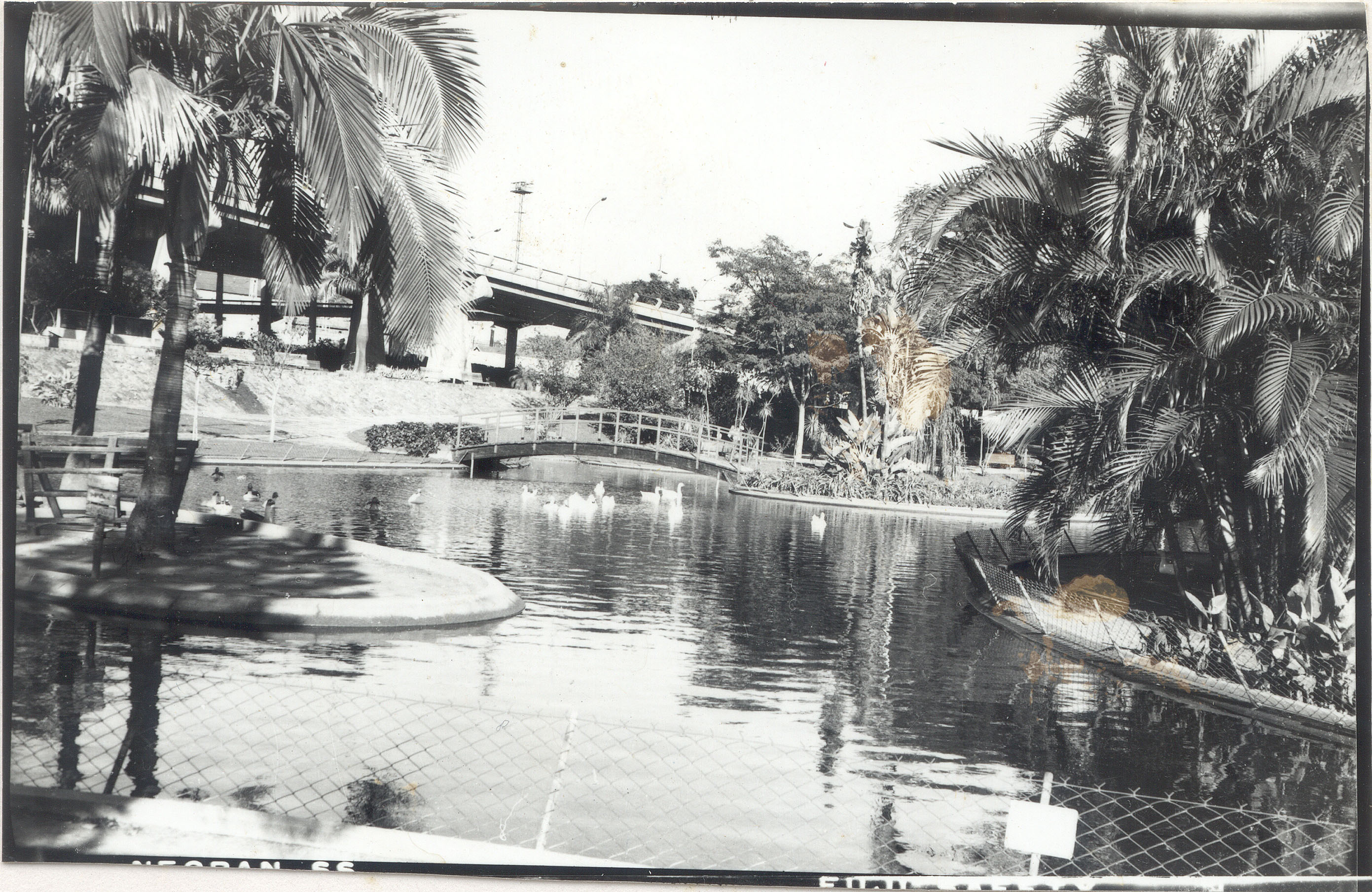